# Gostanadi
Gostanadi (o Gostaninadi, 'riu dels braguers') és un riu d'Andhra Pradesh.
És un riu de certa importància i navegable per vaixells petits; s'utilitza àmpliament per reg. És considerat un riu sagrat pels hinduistes. Neix a les muntanyes i desaigua a la badia de Bengala.